# 御藥房管理大臣
御藥房管理大臣，為清朝總領管理御藥房之職官，員額不定，由皇帝於王公、大臣中特簡充任。

## 建置
順治十年（1653年），設置內藥房，由總管首領太監經理。康熙三十年（1691年）改隸內務府，以內管領兼管。雍正七年（1729年）內藥房改名御藥房。乾隆中，定由皇帝特簡大臣兼充管理，即御藥房管理大臣。下轄御藥房主事、內務府司員、內管領、副內管領、庫掌、筆帖式等官。